# Werdohl
Werdohl is een stad en gemeente in de Duitse deelstaat Noordrijn-Westfalen, gelegen in de Märkischer Kreis. De gemeente telt 17.660 inwoners (31 december 2020) op een oppervlakte van 33,36 km².

## Ligging en verkeer
Werdohl ligt op circa 140-200 meter boven zeeniveau in het dal van de niet bevaarbare en sterk meanderende Lenne. Een zijbeek van de Lenne, de Verse, die in Lüdenscheid ontspringt, heeft in de 18e en 19e eeuw een rol voor de lokale  economie gespeeld. Op de snelstromende beek werden talrijke watermolens gebouwd, die smidshamers aandreven; deze grote smidsen, die het karakter van kleine fabrieken hadden, worden eenvoudig Hammer genoemd.
De plaats ligt in het Sauerland en wordt door doorgaans beboste, tot bijna 450 meter hoge heuvels omringd.

### Buurgemeenten
- Altena (Westfalen), over de weg door het Lennedal 14 km noordwestwaarts
- Neuenrade, 6 km noordwaarts
- Plettenberg, 12 km oost-zuidoostwaarts door het Lennedal
- Herscheid, over de weg circa 30 km zuidwaarts, hemelsbreed echter slechts circa 12 km
- Lüdenscheid, 17 km westwaarts.

### Verkeer
De B236 komt vanuit Schwerte in het noorden tot in het Iserlohner stadsdeel Oestrich en kruist daar de A46 bij afrit 46. Verder zuidelijk loopt deze Bundesstraße dan langs de Lenne naar Altena,  door Werdohl heen en verder zuidoostwaarts naar Plettenberg. De B229 loopt vanuit Lüdenscheid oostwaarts langs afrit 14 van de A45 en kronkelt dan langs een zijbeek van de Lenne 10 km oostwaarts naar Werdohl.  Vanuit Werdohl kan men over de B229 noordoostwaarts naar Neuenrade, Balve en Arnsberg rijden.

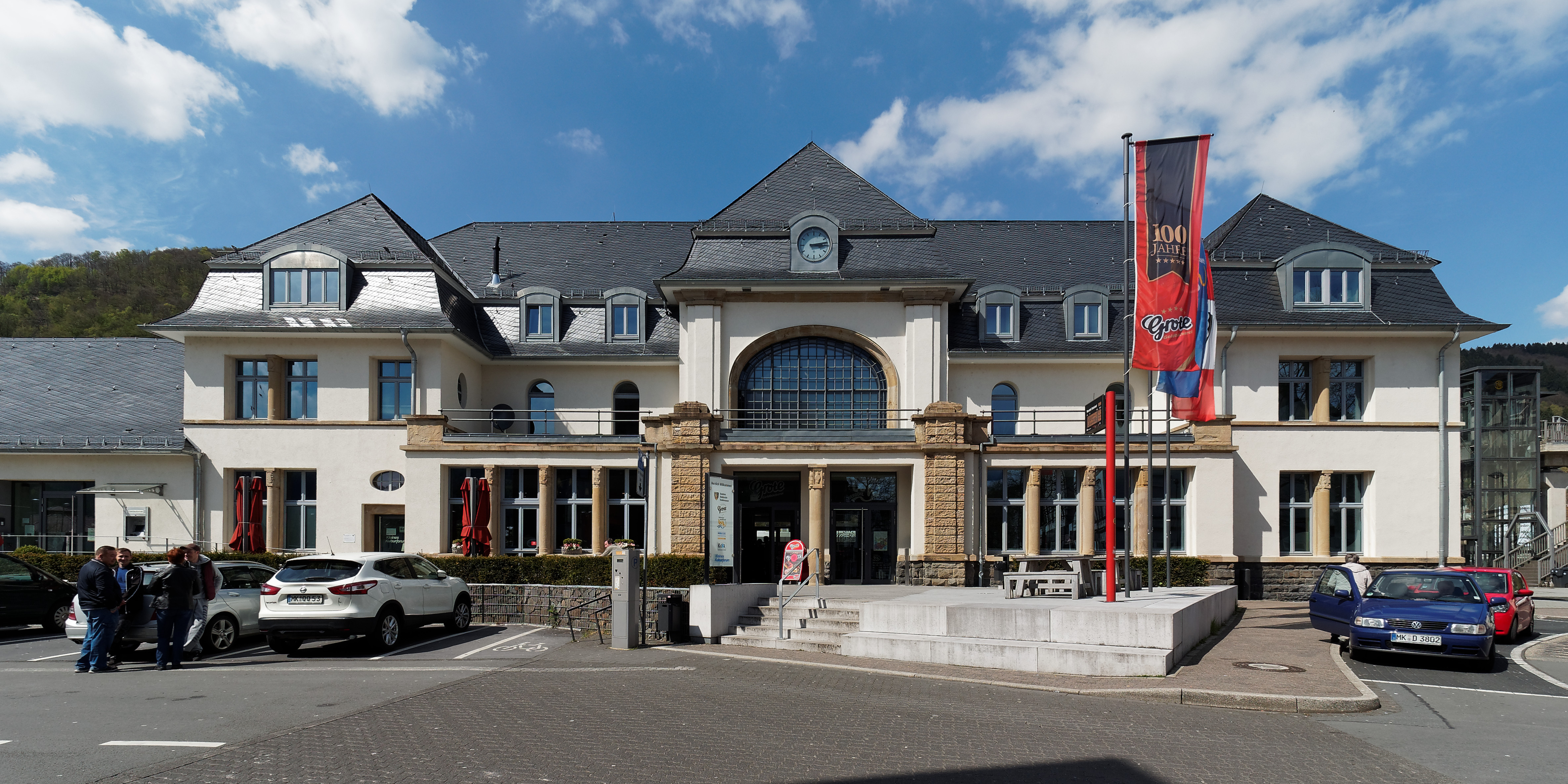
Station

Werdohl heeft een station aan de spoorlijn Hagen - Haiger. Van hier uit vertrekken enkele streekbussen naar o.a. Altena en buurtbussen voor lokaal vervoer.

## Stadsdelen
- Aan de Verse en de B229 zuidwestwaarts  richting Lüdenscheid:
  - Kleinhammer
  - Eveking
  - Bärenstein
- Aan de Lenne en de B236 noordwestwaarts richting Altena:
  - Ütterlingsen
  - Dresel
  - Elverlingsen
- Kettling, aan de B236 ten oosten van Werdohl
- Königsburg
- Pungelscheid, ten zuiden van Werdohl
- Versevörde, tussen Werdohl en Pungelscheid

## Geschiedenis
Evenals veel andere plaatsen in de streek, is Werdohl (betekenis van de plaatsnaam ongeveer: waard-ooiland, dus weilanden aan de rivier) in de middeleeuwen rondom een oud kerkje ontstaan, en na het midden van de 19e eeuw pas belangrijk geworden. Het behoorde in de middeleeuwen doorgaans tot Graafschap Mark. Het nabijgelegen Pungelscheid werd vanaf de 14e eeuw tot 1797 door het gelijknamige kasteel beheerst, waar een adellijk geslacht Von Neuhoff resideerde.
Dit kwam, doordat in deze streek al sedert de 14e eeuw (in Werdohl zelf pas sedert ca. 1800 op noemenswaardige schaal) ijzererts werd gewonnen, en wel het zogenaamde Osemund-erts. Dit is specifiek geschikt voor de productie, d.m.v. draadtrekken, van ijzerdraad en maliënkolders. Hout om de smidsvuren mee te stoken was in de omliggende bossen rijkelijk aanwezig, en de vele, soms snelstromende, beken maakten de bouw van hamermolens mogelijk, waardoor de productie in deze zgn. Hammer en Reitwerke groter kon worden. Van de 15e tot de 19e eeuw werd in o.a. het nabije Iserlohn bovendien zinkcarbonaat of galmei gedolven, een grondstof voor messing.

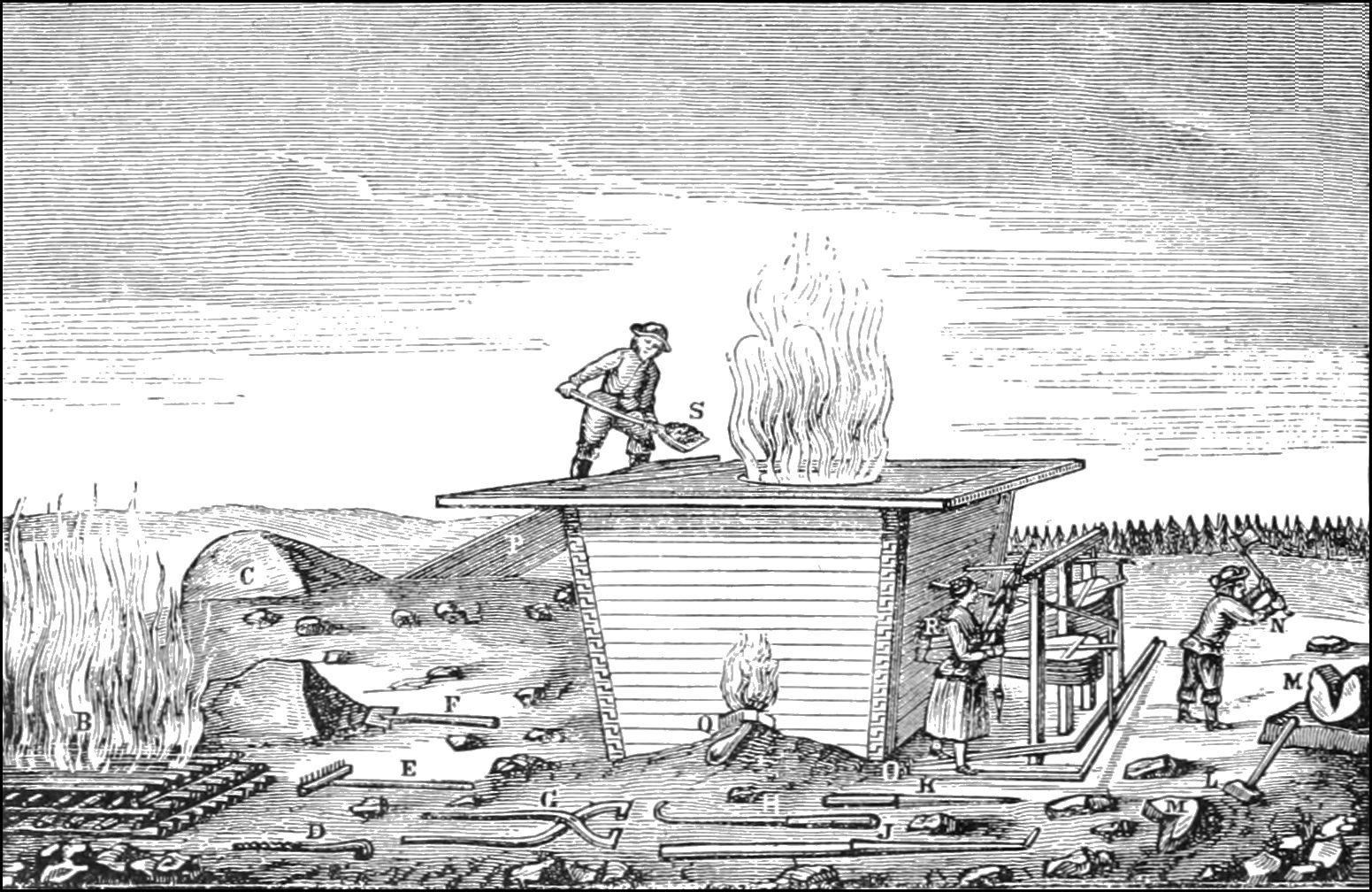
Schets van een Osemundhammer (18e- of vroeg 19e-eeuwse grote smidse)

Als gevolg van  de Gulik-Kleefse Successieoorlog kwam het bij de reformatie in 1573 overwegend protestants geworden Werdohl in 1609 aan de Mark Brandenburg en tien jaar later aan het Hertogdom Pruisen. Dit ging in 1701 weer over in het Koninkrijk Pruisen.
Na circa 1850 verplaatste de industrie zich geleidelijk naar het Ruhrgebied. De grote machines voor modernere fabrieken konden met de daar gedolven steenkool goedkoper worden aangedreven, en ook logistiek lag Werdohl, tussen hoge heuvels, die de aanleg van grote spoorlijnen en wegen bemoeilijkten, en verder van de Rijn verwijderd, ongunstiger. Kleinere, sterk gespecialiseerde metaalbedrijven bleven echter te Werdohl zitten en één ervan is tot op de huidige dag als VDM Metals blijven bestaan.
In de periode vanaf de 16e eeuw tot en met de grote brand van 1822 is de groei en welvaart van Werdohl vele malen belemmerd door rampen zoals oorlogen, branden en pestepidemieën.
Werdohl kreeg pas, als eerbetoon voor een sedert 1926 in de plaats zeer actieve groep nationaalsocialisten, in 1936 van Adolf Hitler stadsrechten toegekend. In de Tweede Wereldoorlog liep Werdohl slechts weinig schade op. De in de stad gevestigde bedrijven kenden in de naoorlogse tijd een sterke groei, en dat leidde tot bescheiden economische groei, die tot op heden voortduurt.

## Economie

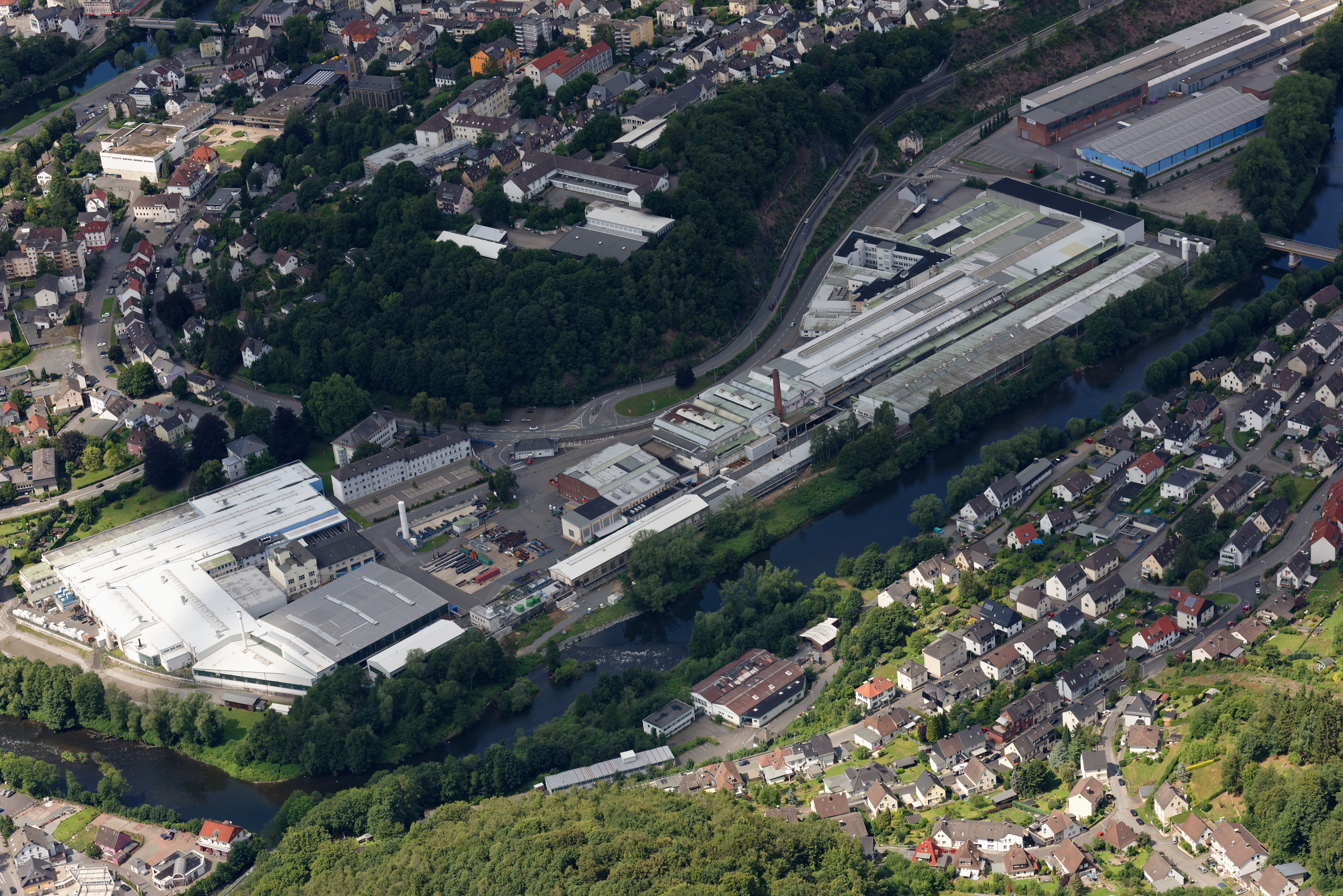
Fabriek van VDM Metals

Belangrijkste werkgeefster te Werdohl is VDM Metals, een fabriek die van speciale nikkel, -zirkoon-, kobalt- en ijzer-legeringen, waarop het bedrijf octrooien bezit, speciale, tegen corrosie en hitte bestendige halfproducten voor o.a. vliegtuigonderdelen, machines in andere fabrieken en voor katalysatoren in auto's maakt. Het bedrijf is binnen de soort producten, die het maakt, een van de wereldmarktleiders, en heeft, naast het hoofdkantoor en één fabriek te Werdohl,  ook fabrieken te Siegen, Unna en te Altena. Het aantal werknemers op deze locaties tezamen is circa tweeduizend. In 2000 is VDM Metals overgenomen door Acerinox, een wereldwijd opererend staalconcern uit Spanje.
De plaatselijke elektriciteitscentrale, die t/m 2018 op steenkool draaide, wordt sedertdien omgebouwd tot een elektrische centrale met grote accu's, waar elders opgewekte zonne- en windenergie wordt opgeslagen (de Duitse term hiervoor luidt: Batterie-Speicherkraftwerk) en aan de elektriciteitsverbruikers gedistribueerd.
Te Werdohl is daarnaast nog een tamelijk groot bedrijf gevestigd, dat afval bewerkt voor hergebruik.

## Bezienswaardigheden
- Het natuurschoon van het Sauerland nodigt uit tot wandelingen, en voor de sportievelingen, mountainbiketochten. In de winter is langlaufen hier en daar mogelijk.
- Naast het station staat het bescheiden streekmuseum (Stadtmuseum) van Werdohl.

## Geboren
- Alfred Colsman (* 7 mei 1873 in Werdohl; † 9 januari 1955 ibidem), zoon van een aluminiumverwerkende metaalfabrikant, belangrijk vliegtuigbouwkundig ingenieur en manager, ontwikkelde zeppelins
- Onur Bulut (16 april 1994), Turks-Duits voetballer

## Afbeeldingen

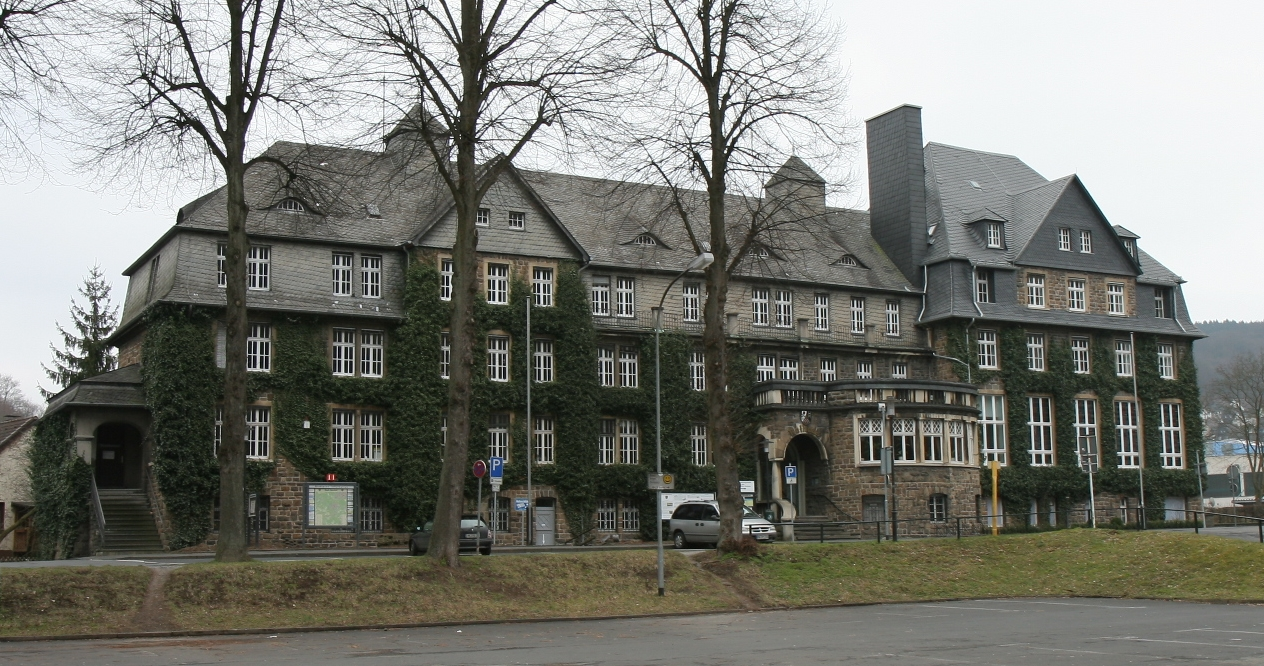
Gemeentehuis
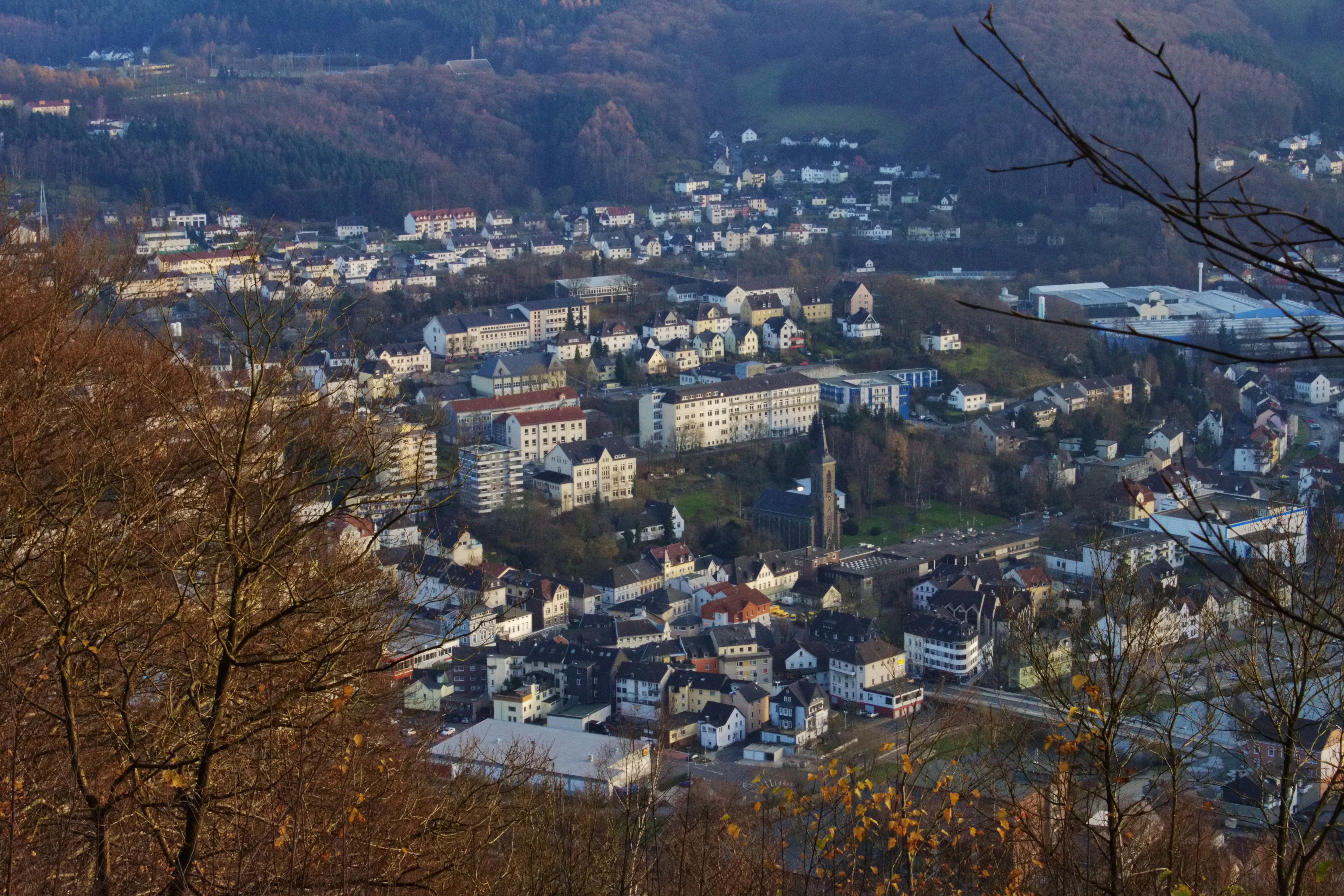
Gezicht op Werdohl
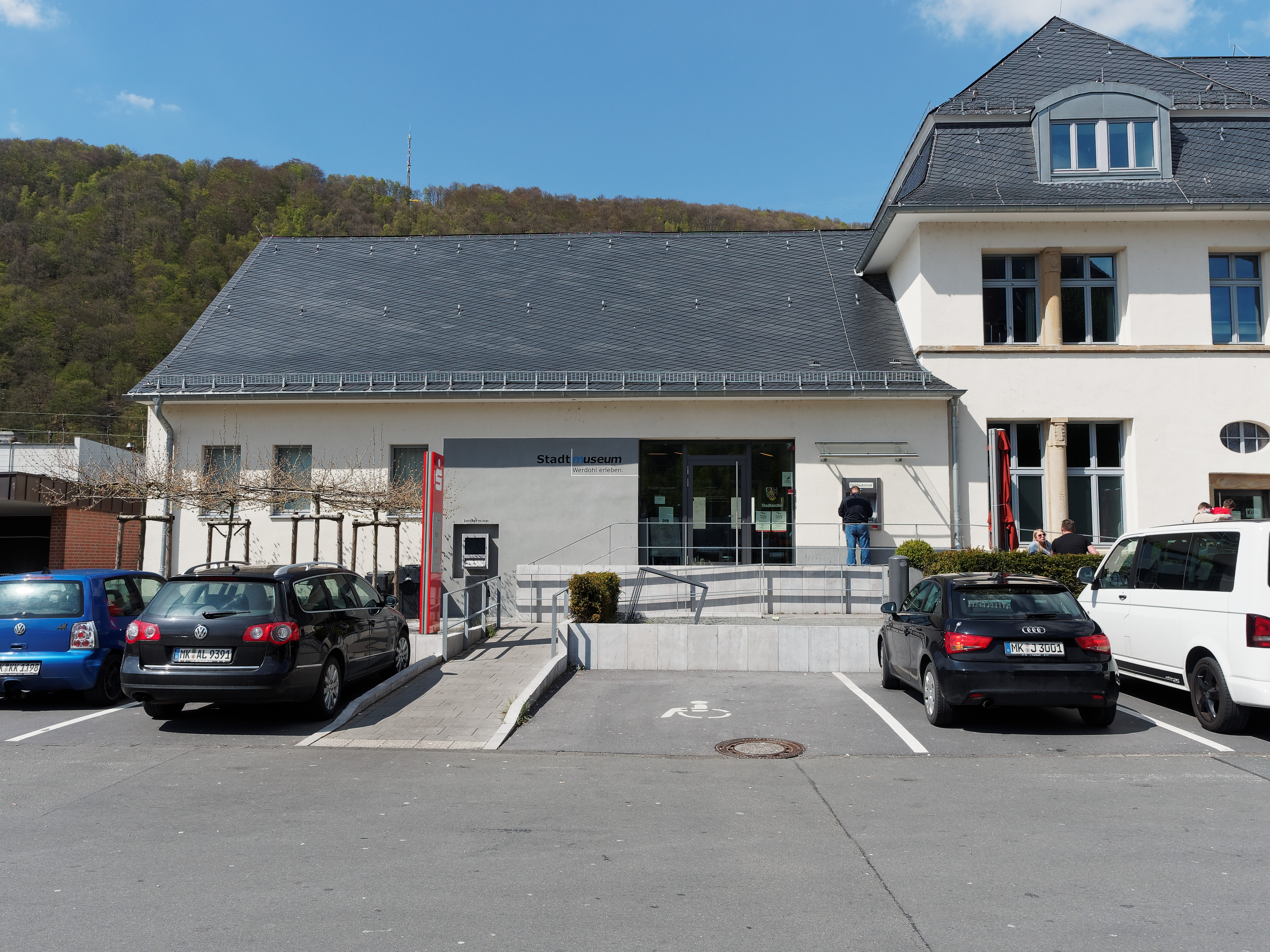
Het Stadtmuseum naast het station
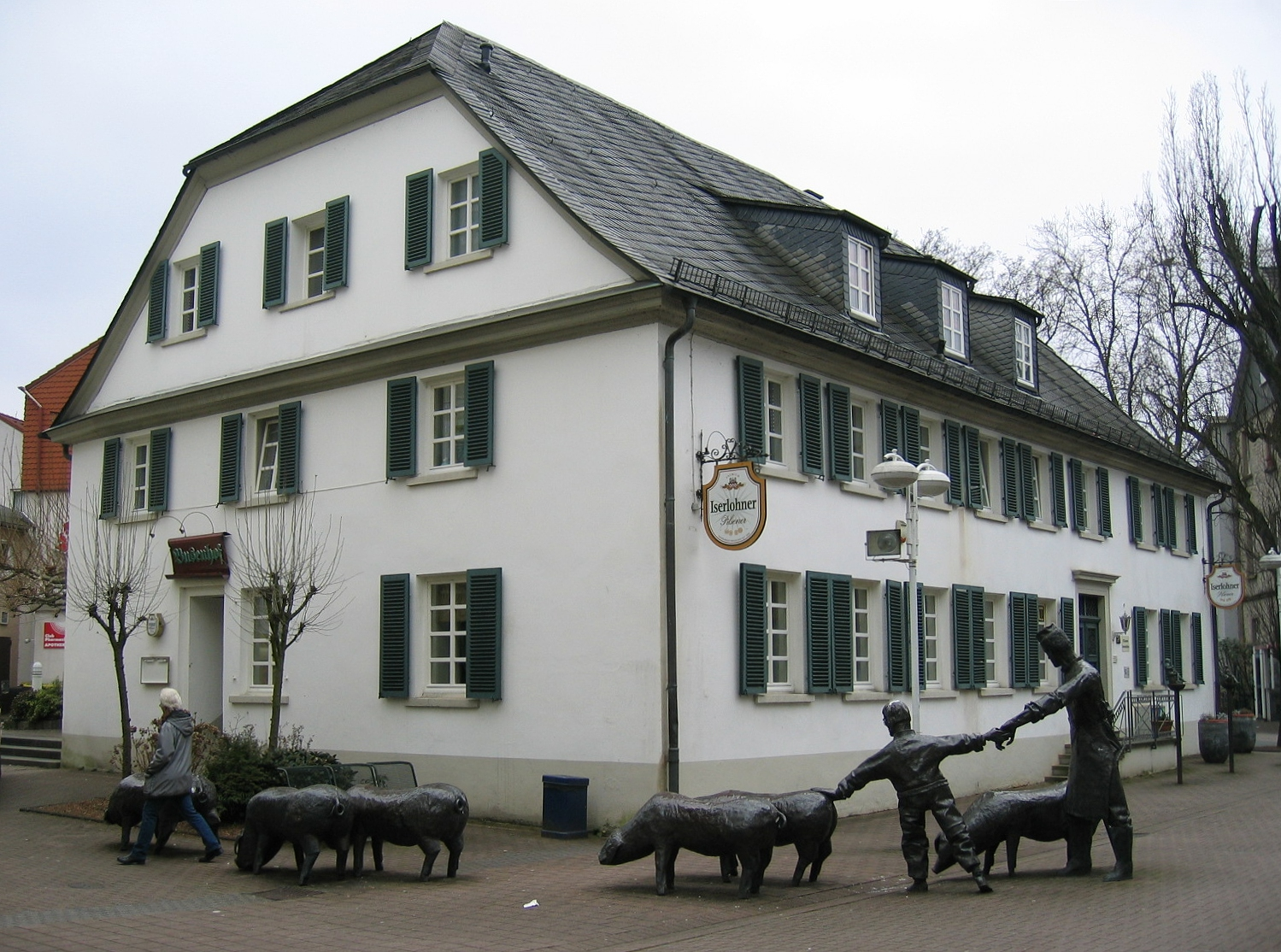
Busenhof (huis van de fam. Von Buse, 1822)
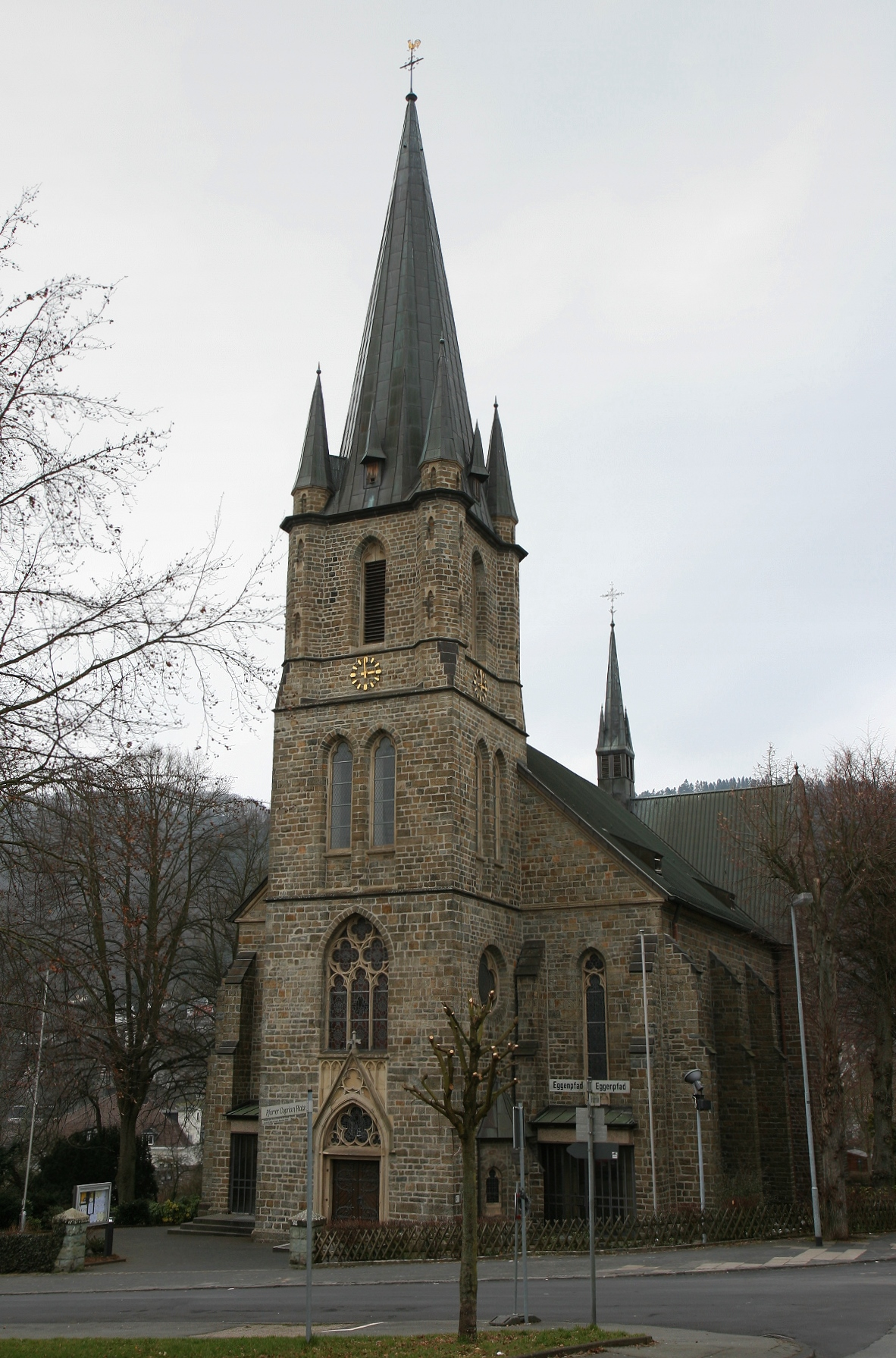
R.K. Michaëlskerk (1901)
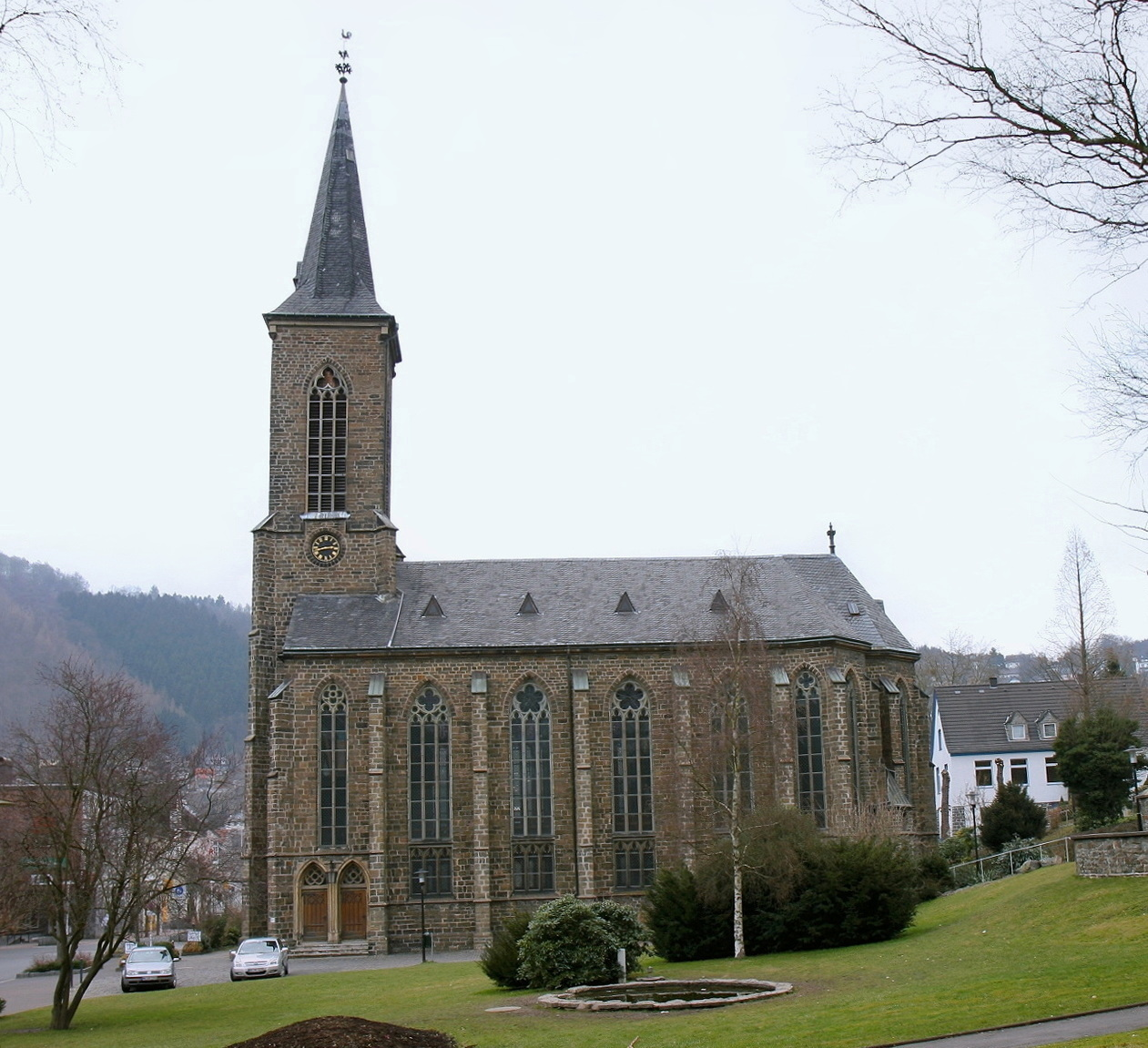
Evang.lutherse Christuskerk (1868)

Altena · Balve · Halver · Hemer · Herscheid · Iserlohn · Kierspe · Lüdenscheid · Meinerzhagen · Menden · Nachrodt-Wiblingwerde · Neuenrade · Plettenberg · Schalksmühle · Werdohl